# Suffasia martensi
Suffasia martensi là một loài nhện trong họ Zodariidae.
Loài này thuộc chi Suffasia. Suffasia martensi được Hirotsugu Ono miêu tả năm 2006.